# Címvédelem
A címvédelem a szerzői jogban a szerzőt megillető vagyoni jogok egyike, más szóval a mű címének szerzői jogi védelme. A szerzői mű címét a szerzői jogon túlmenően - adott esetben - a tisztességtelen versenyről szóló törvény jellegbitorlást tiltó rendelkezése is védi. A mű címe esetleg védjegyoltalom alá helyezhető.

## Magyar jogi szabályozása

### Az 1921. évi törvényben
A törvény a cím lényegbeli átvételén kívül a megtévesztésre alkalmasságot, sőt, a megtévesztési célzatot is megkívánta ahhoz, hogy az eredeti szerző a mű címének későbbi átvétele ellen tiltakozhasson.

### Az 1969. évi III. törvényben
A törvény 13. § (1) bekezdésének második fordulata szerint 

„A szerző hozzájárulása szükséges a mű sajátos címének felhasználásához is.”

Ebben a rendelkezésben a törvény az általános szabályhoz egyetlen pozitív körülírt felhasználási tényállást fűz.

### A hatályos szerzői jogi törvényben
„16. § (1) A szerzői jogi védelem alapján a szerzőnek kizárólagos joga van a mű egészének vagy valamely azonosítható részének anyagi formában és nem anyagi formában történő bármilyen felhasználására és minden egyes felhasználás engedélyezésére. E törvény eltérő rendelkezése hiányában a felhasználásra engedély felhasználási szerződéssel szerezhető.
(2) A szerző engedélye szükséges a mű sajátos címének felhasználásához is.”